# 厚皮光面介
厚皮光面介（学名：Xestoleberis pachymenica）为光面介科光面介屬下的一个种。